# 周恩来
周 恩来（しゅう おんらい、ジョウ・エンライ、簡体字: 周恩来; 拼音: Zhōu Ēnlái; ウェード式: Chou1 Ên1-lai2、1898年3月5日 - 1976年1月8日）は、中国の政治家・革命家。字は翔宇。中華人民共和国の初代総理（首相）で、建国された1949年10月1日以来死去するまで一貫して在任した。毛沢東共産党主席の信任を繋ぎとめ、文化大革命中も失脚しなかったことなどから「不倒翁」（起き上がり小法師）の異名がある。

## 生涯

### 生い立ち
1898年3月5日、江蘇省淮安府山陽県で生まれる。本貫は浙江省紹興府会稽県。天津の南開中学校で学んだ。父は周劭綱（もとの名は貽能）。嗣父で叔父は周貽淦。弟は周恩溥・周恩寿。妻は鄧穎超。養子女は孫維世（養女、文化大革命で迫害死）・李鵬（養子、後に国務院総理）である。

### 日本留学とその後
南開中学卒業後の1917年に日本に留学した。日本語の習得不足により第一高等学校と東京高等師範学校の受験に失敗した。その後東亜高等予備学校（日華同人共立東亜高等予備学校）、東京神田区高等予備校（法政大学付属学校）、明治大学政治経済科（旧政学部、現在の政治経済学部）に通学した。
日本では勉学に励んだ他、友人と活発に交流して祖国の将来について語り合っている。また日比谷公園・靖国神社・三越呉服店・浅草など、各所を積極的に見てまわっている。1918年5月1日には靖国神社の大祭を見物し、「それを見て甚だ甚だ大きな感慨を催す」と語った。また6月2日にも遊就館を訪れたことも日記に記している。日本社会や日本人についてもよく観察しており、これが知日派としてのベースを作った。同年に留学生の一斉帰国運動も起きるが、周恩来は冷静な対応をしている。一旦中国に帰るが、再び来日した。帰国前の数カ月については記録も無く、よく分かっていない。苦渋の中で酒に溺れがちだったという説もある。やがて、母校の南開学校が大学部を創設するということを知って、帰国を決意した。
船に乗るために神戸に向かう途中、京都の嵐山に寄って歌った詩の「雨中嵐山」は、嵐山の周恩来記念碑に刻まれている。河上肇の著書で初めてマルクス主義に触れ、京都大学でその講義を聴講もしている。1919年4月に帰国し、南開大学文学部に入学。その直後に近代中国の起点となる五・四運動が起きる。周恩来は学生運動のリーダーとなって頭角を現していく。なお日本滞在中の様子については、『周恩来　十九歳の東京日記』が最も正確で詳細な記録である。東京日日新聞の神近市子記者のインタビューを受けたという、従来の伝聞や伝記にあった誤りも指摘されている。

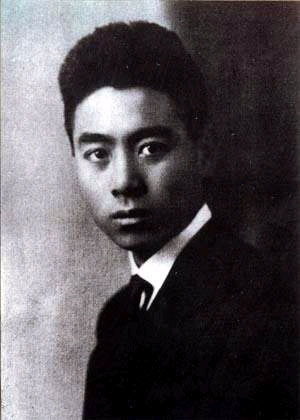
1917年の周恩来
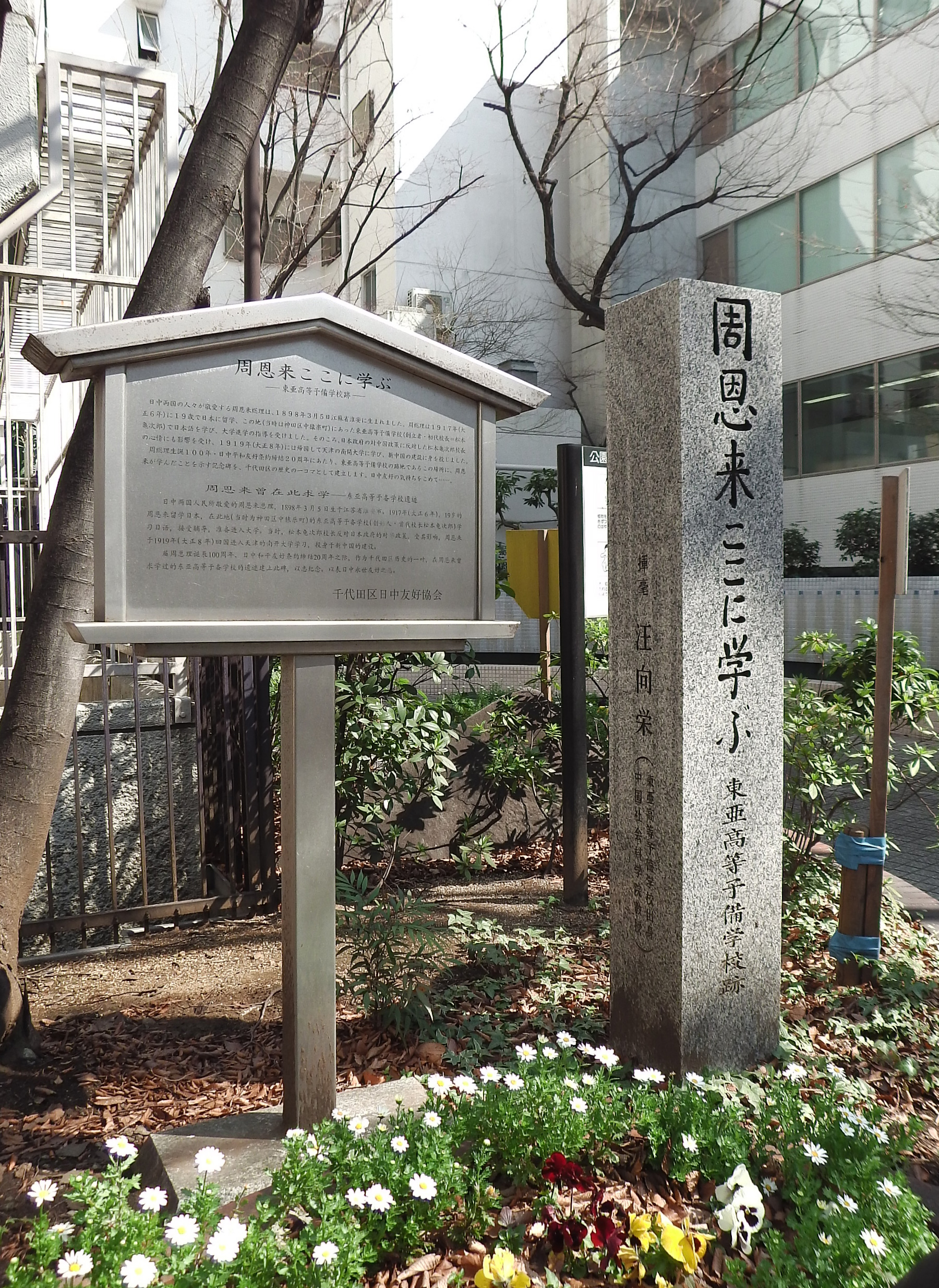
石碑「周恩来ここに学ぶ」東京都・神保町
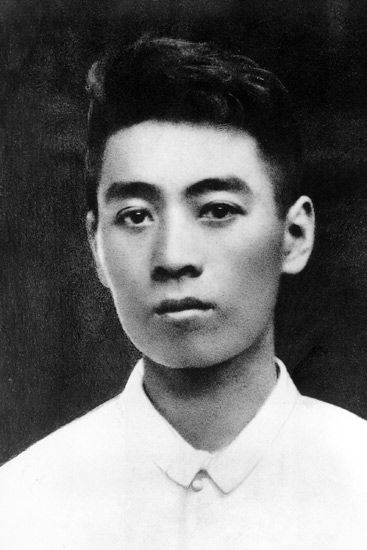
1919年の周恩来
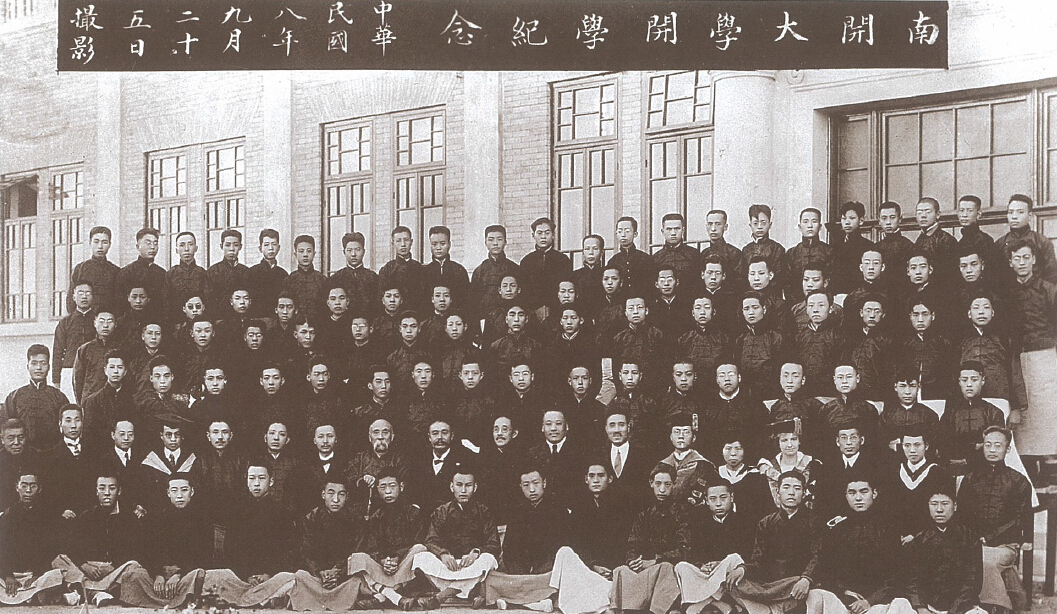
1919年9月25日、南開大学開校記念写真。最後列の左端が周恩来
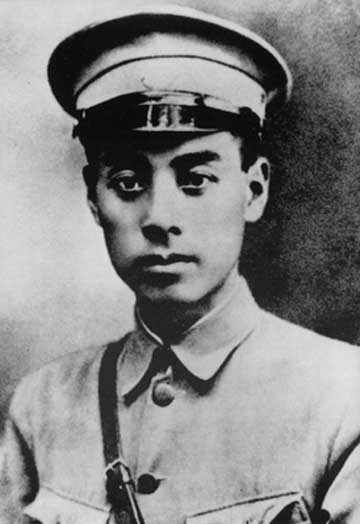
黄埔軍事学校での周恩来

### 共産主義者として
1920年にフランスのパリに留学する。労働党の研究のためにイギリスに渡ってエディンバラ大学に入学を許可されるが、中国政府からの奨学金が下りずに断念してフランスに戻る。1924年に帰国し、共産主義者として活動した。

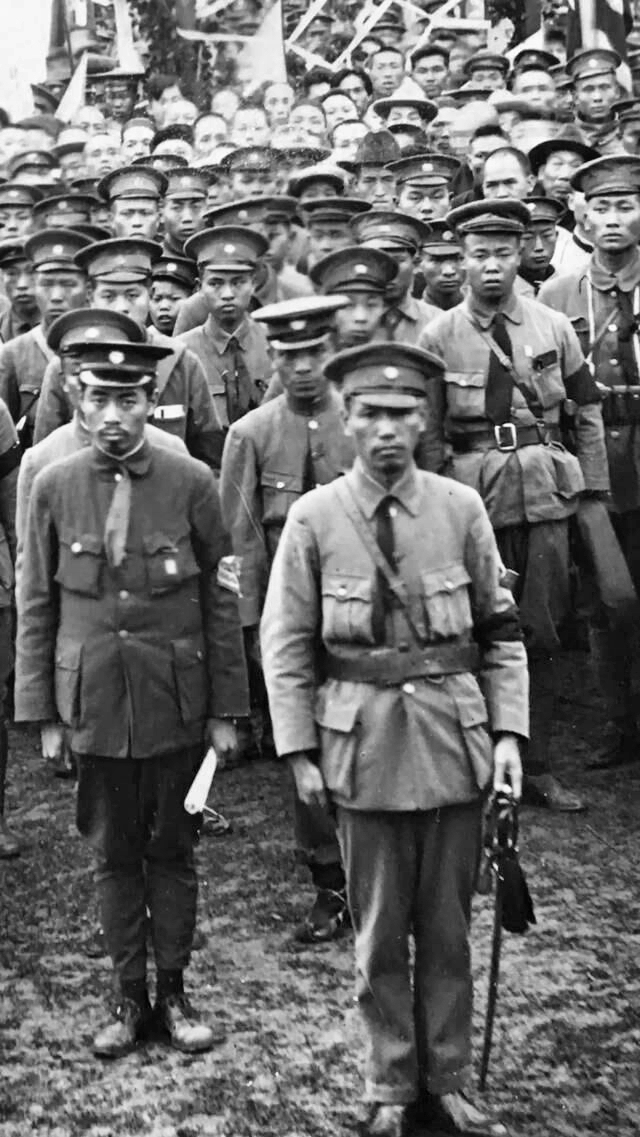
黄埔軍官学校時代の周恩来（左）と蔣介石（中央）

### 日中戦争・国共内戦
日中戦争中は重慶で国民党との協調に努めた。戦後も双十協定を結び、国民党の張群や米国のジョージ・マーシャルとともに軍事調処執行部（三人委員会）も設立するなど調整を続けたがまとまらず、国共内戦が始まった。共産党が勝ち、1949年に中華人民共和国を建国した。

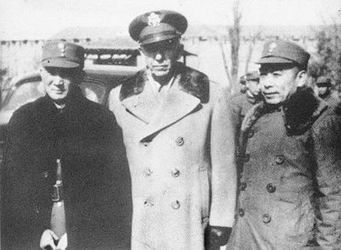
張治中、ジョージ・マーシャル、周恩来

その後日本軍の捕虜に対して、「服役期間中に態度が良好だった戦犯に関しては、早期釈放をしても良い。年配者や体が弱い者或いは病人も釈放を考慮し、家族の訪中や見舞いなどを許可する」「民族間の恨み、階級間の憎しみ、それを忘れてはいけない。しかし、それでも私たちは彼らを『改造』し良くしなくてはいけない。彼らを生まれ変わらせ、我々の友にしよう。日本戦犯を『鬼』から『人』に変えられるかどうか、これこそ中国文化の知恵と力量に対する試練なのである」と述べている。管理所職員やその家族などの多くが日本軍の被害を受けていたため戦犯を厚遇する事に反発がでたが周恩来は「復讐や制裁では憎しみの連鎖は切れない。20年後に解る」と諭した。周恩来は言った「最初の日本人戦犯裁判で起訴155人死刑7人執行猶予付き死刑3人が確定したが周恩来の指示で最終的に起訴51人死刑なし無期懲役なし懲役20年4人に減刑された。あまりの寛大な処置に収容所スタッフから不満が出たが「今は分からないかも知れないが20年後、30年後に分かる」という。
また、日本人戦犯だけでなく、対日協力者だった戦犯にも寛容であり、満洲国皇帝の愛新覚羅溥儀や蒙古聯合自治政府主席のデムチュクドンロブなどが周恩来から特赦と役職を与えられている。

### 総理就任と外交政策
1949年の中華人民共和国の建国後、周恩来は国務院総理（首相に相当。建国当初は政務院総理と称していた）に就任し、1976年に死去するまで27年間この地位にあった。また、1958年まで外交部長（外務大臣）を兼任し、外交政策を主管した。その後インドシナ戦争でベトナムを支援した。
周恩来は1950年に非共産圏ではビルマに次いで中華人民共和国を国家承認して最初に大使館を設置した国となっていたインドと関係を強化し、インドと対立していたパキスタンとも1951年に外交関係を結んで後にインドよりも中華人民共和国と親密になる契機を築いた。

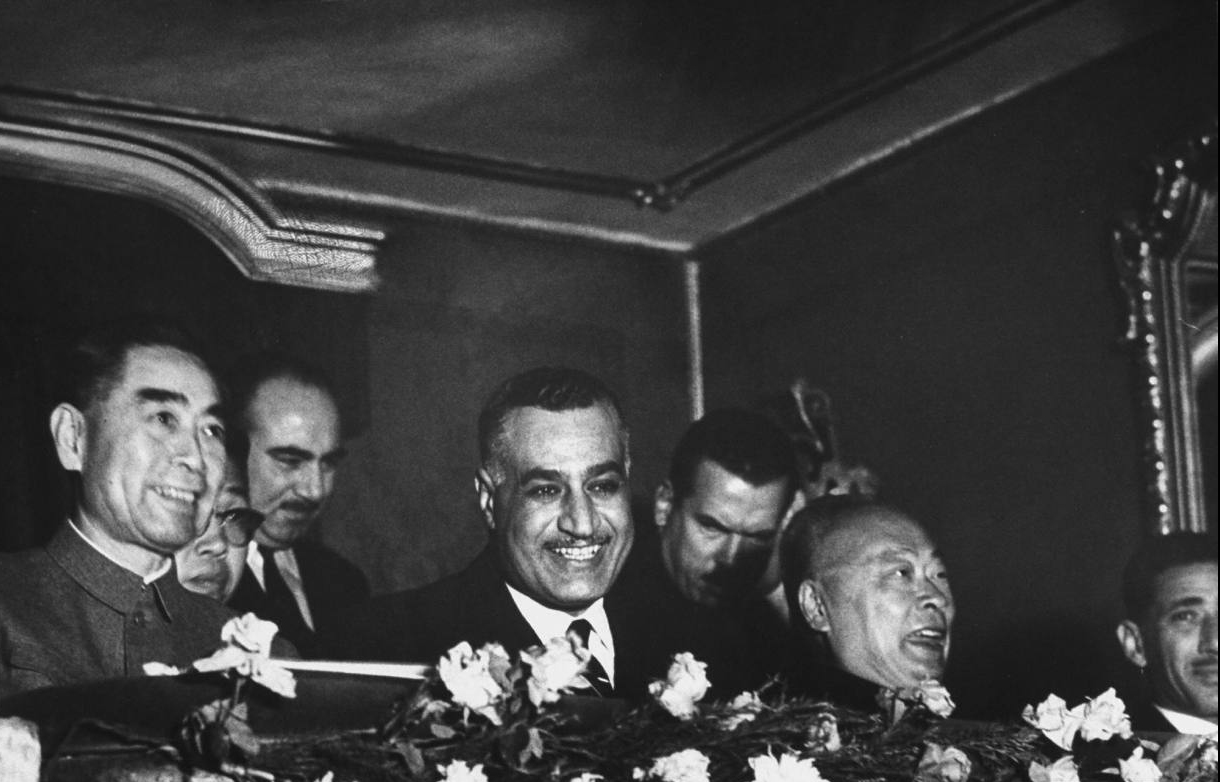
周恩来（左）、ガマル・アブデル・ナセル（中央）

1955年にインドネシアのバンドンで開かれたアジア・アフリカ会議（バンドン会議）の出席者でアラブ諸国の団結を掲げるエジプトのガマール・アブドゥル＝ナーセル大統領とは回族でアズハル大学卒業生の馬堅の通訳で会話を交わして親交を結び、エジプトはアフリカで初めて中国を国家承認する国となってアフリカ諸国歴訪でも真っ先に訪れた。同会議直前には会議に招待されなかった中華民国（台湾）による周恩来暗殺作戦とされるカシミールプリンセス号爆破事件が起きている。インドネシアのスカルノ大統領とは「北京＝ジャカルタ枢軸」と呼ばれる関係を築き、スカルノは国際連合の非加盟国でつくる「第二国連」を構想して新興勢力会議（CONEFO）を結成した際に中国はアラブ連合共和国とともにCONEFO本部建設の最大支援国となっており、インドネシアも中華民国とイスラエルを1962年アジア競技大会で参加拒否して新興国競技大会を開催するなどアラブ諸国や中華人民共和国と連携し、スカルノ失脚直前には中華人民共和国はインドネシアに核開発協力を持ちかけるまでの蜜月ぶりだった。また、同会議に出席したアフリカ独立運動の父とされるガーナのクワメ・エンクルマ大統領は周恩来に特注して贈られた人民服を愛用し、訪中と同時にガーナでクーデターが起きた際も周恩来からエンクルマは国賓待遇された。周恩来はW・E・B・デュボイスやヒューイ・P・ニュートンらアメリカ合衆国の黒人運動家を中国に招いてアフリカ系アメリカ人の公民権運動にも支持を与えた。
かつての向ソ一辺倒での蜜月も消えてソビエト連邦との中ソ対立が起きると、中華人民共和国は発展途上国だけでなく、米国や日本などの先進国との国交正常化を求めるようになった。周恩来は総理として両国との交渉を管掌した。日本とは高碕達之助との合意でLT貿易を行い、日本社会党と自由民主党の元内閣総理大臣である片山哲や石橋湛山と緊密な関係を築き、1959年には中国建国10周年慶祝訪中団団長の片山と会見して石橋と日中国交樹立を呼びかける共同声明を発表している。
1971年には周恩来の外交手腕もあって中国共産党の一つの中国政策を支持してきたインドやエジプトなどアジア・アフリカの非同盟諸国、ソ連と東ヨーロッパなどの東側諸国、米ソと並ぶ国連安保理常任理事国でもあるイギリスやフランスなどの一部の西側諸国や当時のウ・タント国連事務総長からの支持も得てアルバニア決議が国連総会で可決され、中華人民共和国は国連に加盟して中華民国を国連と関連の国際機関から追放させることに成功し、アルバニア決議に反対していた日米も中華人民共和国との国交樹立に動くことになる。
1972年2月、パキスタンやルーマニアの仲介でアメリカ合衆国大統領リチャード・ニクソンの訪中を実現させ、アメリカとの国交正常化交渉を前進させた（アメリカ合衆国と中華人民共和国との米中国交正常化が実現したのはニクソンの共和党政権と交代した民主党のジミー・カーター大統領と鄧小平の間の1979年のことである）。
同年1月に日本も当時の佐藤栄作総理が中華人民共和国との国交正常化を目指すことを演説で述べ、周恩来への親書を託した密使を香港に派遣して北京訪問の希望も伝えてきた。なお、アルバニア決議が採択された際に自由民主党幹事長の保利茂は訪中する美濃部亮吉東京都知事に書簡を託すも周恩来は佐藤政権への不信感から斥けていた。同年9月、現職総理では初めて訪中した田中角栄と数度にわたる交渉に臨み、日中共同声明に調印して日本との国交正常化を実現した。調印式で交わした田中総理との固い握手とその写真は時代の象徴として語り草になった。日中国交正常化には当時の自由民主党政権だけでなく、国交正常化前に派遣されていた社会党、公明党、民社党といった野党と永野重雄ら経済界の訪中団なども貢献した。
「日本人民は軍国主義者の犠牲になった被害者だ」、「日中両国には、様々な違いはあるが、小異を残して大同につき、合意に達することは可能である」「わが国は賠償を求めない。日本の人民も、わが国の人民と同じく、日本の軍国主義者の犠牲者である。賠償を請求すれば、同じ被害者である日本人民に払わせることになる」と公言したことで日本のマスコミから賞賛されたが、近年明らかにされた外交文書ではアメリカ合衆国国務長官ヘンリー・キッシンジャーに対し「日本の台頭は米中両国の脅威である」などと話していたことが明らかになっている。
周の誠実な人柄と、自ら権力を欲しない謙虚な態度と中国革命への献身は、中華人民共和国の民衆から深い敬愛を集めていた。また、その人柄からニクソンやキッシンジャー、田中角栄など、諸外国の指導者層からも信頼が厚かった。

### 文化大革命
文化大革命（プロレタリア文化大革命）が勃発しても周恩来は毛沢東に従い続け、走資派（実権派）のレッテルを張られた劉少奇らの粛清に協力した。文革勃発時に有力幹部の殆どが失脚、または死亡する者さえいた中、周恩来は最後まで地位を保った。周恩来は毛沢東の路線に従い、毎日紅衛兵と接見して指示を与えた。劉少奇を「敵のスパイ」と決め付ける党の決定を読み上げたのも周恩来だった。
その一方で周恩来は文革の「火消し屋」として紅衛兵の横暴を抑えようとした。紅衛兵が北京の道路を「右派に反対する」と言う理由で左側通行に変えさせたため、交通が大混乱に陥ったときも、周恩来が介入して止めさせた。また故宮を紅衛兵が破壊しようとした際にも、軍隊を派遣して阻止した。興教寺など数々の文化遺産を紅衛兵から保護した。更に出来うる限り走資派のレッテルを張られた多くの党幹部を保護しようと努めた。例えば1968年8月26日、外相の陳毅が紅衛兵に襲われそうになったとき、周は「君たちが陳毅を吊るし上げるのなら私は前に立ちはだかる。それでもまだ続けたいのなら私の身体を踏みつけてからにせよ」と叫び、身を挺して守った。
しかし、周恩来のこれらの行動には限界があり、全体として文革の嵐を止めることは出来なかった。ここに、最後まで毛沢東に忠実だった宰相・周恩来の限界があった。
転機となったのが1971年の林彪失脚（林彪事件）であった。林彪は毛沢東の後継者とされ、ナンバー2であったが、じきに毛沢東の信頼を失い、毛沢東の暗殺を計画したが失敗（林彪は毛沢東が文革で中国を破壊することに批判を強めていたとも言われる）。ソ連に逃亡する途中に搭乗機がモンゴルで墜落し死亡した。これが契機となって鄧小平が復権、一部幹部の名誉が回復された。周恩来は鄧小平と協力して文革の混乱を収拾しようとした。
更にその後、周恩来は江青ら四人組との激しい権力闘争を強いられたが、最後まで毛沢東に信任され、実権を握り続けた。1975年には国防・農業・工業・科学技術の四分野の革新を目指す「四つの現代化」を提唱し、後の鄧小平による「改革・開放」の基盤を築いた。
周恩来は文革の最中、長時間の紅衛兵との接見や膨大な実務に奔走した。十数時間も執務し続けることも珍しくなかった。これに激しい心労も加わり、彼の体は病に蝕まれていった。

### 死去
1972年に膀胱癌が発見される。その後も休むことなく職務を続けたが、病状は悪化の一途をたどった。1974年6月1日、北京の解放軍第305病院に入院し、病室でなおも執務を続けた。1974年12月5日には主治医の猛反対を押し切って創価学会会長の池田大作との会見を行った。
1975年1月の第4期全国人民代表大会第1回会議では、病身を押して、国務院総理として政治活動報告を行う。同会議において総理に再選。しかし、同年秋から病床を離れられなくなり、ついに1976年1月8日、周恩来は死去。
没後まもなくに病名は膀胱ガンだったことが明らかにされた。生前の要望から火葬され、遺骨は航空機より中国の大地に空中散骨された。これらは生前に妻の鄧穎超と互いに約束していたことであった。四人組によって遺骸が辱められることを恐れたためと言う。周の葬儀には宋慶齢も参列した。

## 評価

### 外国人による評価
1972年のニクソン大統領訪中のお膳立てをしたキッシンジャーは、周恩来を「今までに会った中で最も深い感銘を受けた人物」の一人に数え、「上品で、とてつもなく忍耐強く、並々ならぬ知性をそなえた繊細な人物」と評している。
国連事務総長だったダグ・ハマーショルドは「外交畑で今まで私が出会った人物の中で、最も優れた頭脳の持ち主」と証言している。
カンボジア国王ノロドム・シハヌークはカンプチア王国民族連合政府として北京に亡命していた時期にポル・ポトをカンボジアの指導者に推す康生と対立もしていた周恩来と親しくし、シハヌークは周恩来を「私よりよっぽど王族らしい」と評している。

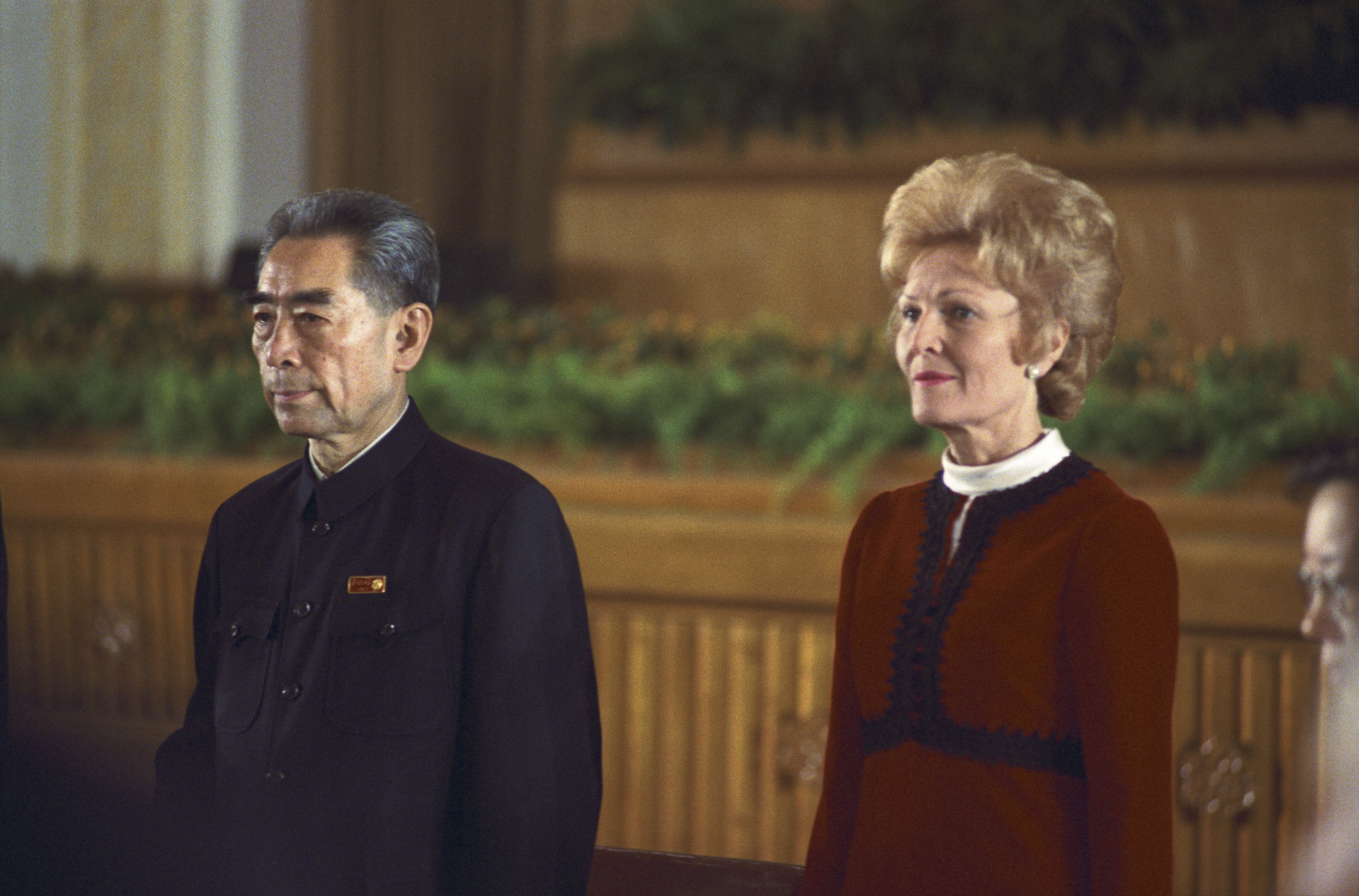
北京の人民大会堂のレセプションでニクソン大統領夫人と並ぶ。（1972年2月21日）

『周恩来伝』を書いたジャーナリストのディック・ウィルソンは、周恩来をケネディやネルーと比較し、「密度の濃さが違っていた。彼は中国古来の徳としての優雅さ、礼儀正しさ、謙虚さを体現していた」と最大級の賞賛をしている。
また、1954年以来チャーリー・チャップリンとも親交を持ち（ジュネーヴ会議出席の際、1952年からスイス在住であったチャップリンを訪ねている）、彼の作品の一つ「黄金狂時代」の名シーンであるチャーリーが靴を食べる場面を見て、長征の際の苦難を思い出し、懐かしがったと言う。
日本でも周恩来に傾倒した著名人は多く、日本人70名が寄稿した文集『日本人の中の周恩来』がある。
しかし、周恩来とインド訪問などで活動をともにしたダライ・ラマ14世は毛沢東を「革命の真の偉大な指導者でした。その表現の仕方や身振り、考え方はとてもダイナミックでした。何度も会見し、どのようにして人と接するか、どのようにしてさまざまな意見を受け入れるか、最終的にどのようにして結論を導き出すかといったことを学びました」と高く評価した一方で、周恩来のことは「毛沢東と違って大変ずる賢いと思いました。第一印象で、この人は大うそつきだとすぐわかりました」と評している。

### 鄧小平による評価

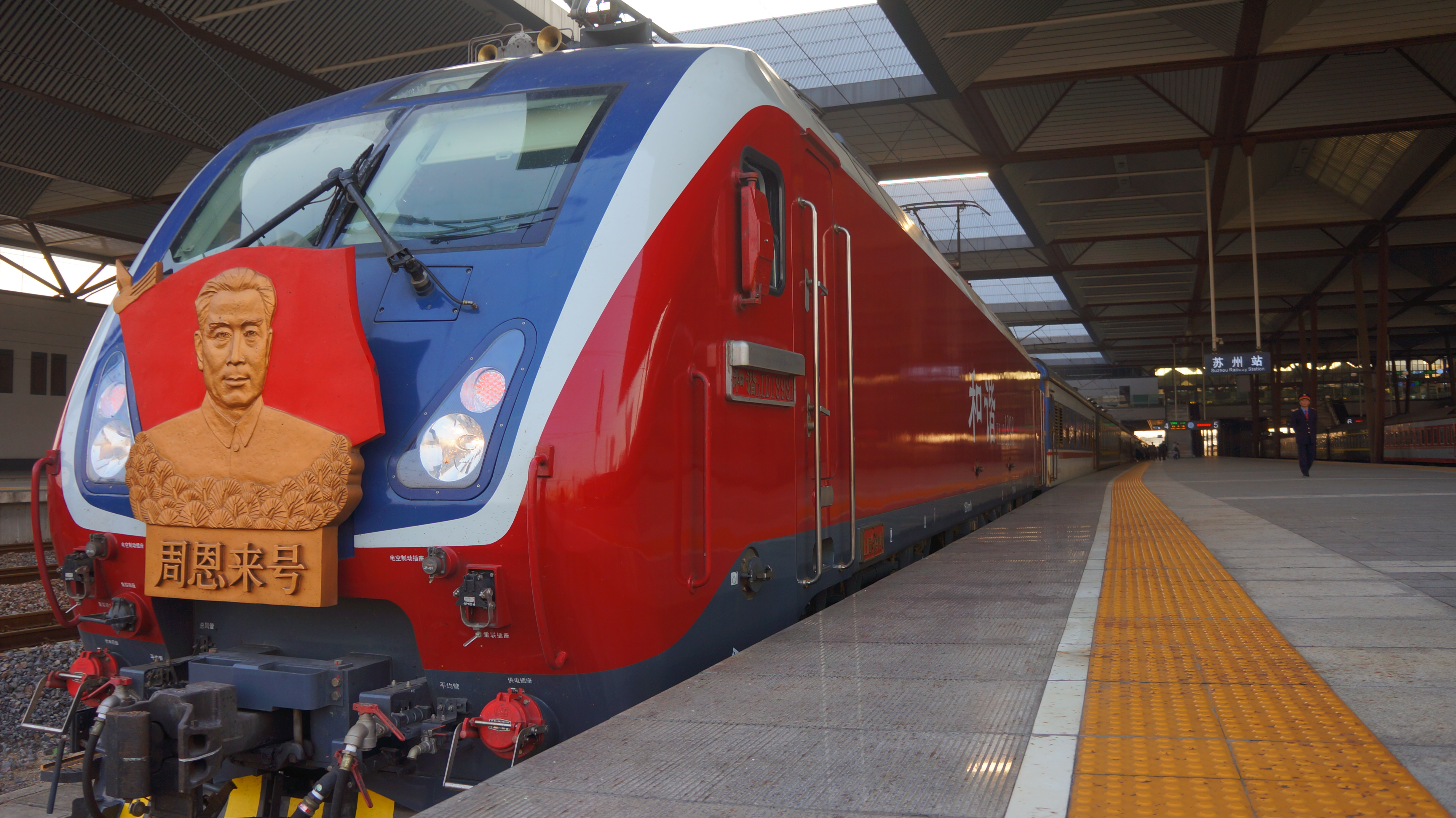
中国国鉄“周恩来号”機関車（HXD1D-1898）

鄧小平は周恩来が文革期に毛沢東に妥協して走資派（実権派）粛清に協力したことに複雑な胸中だったと言われるが、周の没後ジャーナリストに対しては以下のように語っている。
「彼（周恩来）は同志と人民から尊敬された人物である。文化大革命の時、我々は下放（地方、農村での思想矯正）したが、幸いにも彼は地位を保った。文化大革命のなかで彼のいた立場は非常に困難なものであり、心に違うことをいくつも語り、心に違うことをいくつもやった。しかし人民は彼を許している。彼はそうしなければ、そう言わなければ、彼自身地位を保てず、中和作用をはたし、損失を減らすことが出来なかったからだ。」

### 国民による評価
文化大革命を経験した作家のユン・チアンは周恩来について、毛沢東に追随する形で文化大革命を推進したことを否定的に論じつつも「周恩来が中国という国の機能をまがりなりにも維持していたことが毛沢東の手による浩劫（大厄災）を可能ならしめたという側面はあるが、一方で、周恩来がいたからこそ中国は完全に崩壊せずにすんだとも言える。」と一定の評価を下している。

## 逸話
- 清国最後の皇帝であり、その後満洲国の皇帝となったため、中華人民共和国の建国後には一時戦犯となった愛新覚羅溥儀を、満洲族の代表として中国人民政治協商会議全国委員に推薦した。下層階級の出身者が多く、教育・教養程度が低く、伝統・古典文化に拙い者が多い当時の共産党幹部の中では、珍しく日本やフランス留学の経験もあり、士大夫の名家の出であった周恩来は廃位後の溥儀の不遇を哀れんでいたとも言われている。
- 溥儀の弟の愛新覚羅溥傑に対しても親切であった。1954年に日本にいる溥傑の長女の慧生からの手紙を読んで感動し、獄中の溥傑と日本にいる妻子（浩と2人の娘）との文通を認めた。また、1960年に溥傑が釈放された際も、当時まだ日本と中華人民共和国の国交がなかったにもかかわらず、浩の訪中を歓迎した[36]。
- 中華人民共和国建国以来、毛沢東との人間関係においては、軍政両面で実権を手に入れて軍師のような立場になろうとした野心家の林彪に対して、周恩来は丞相のような古来の中華帝国の形式に則る「皇帝に従属する中国の宰相」という実直なスタンスを生涯貫き通した。1950年代からの第三世界との連携、1970年代に実現した国連加盟や日米との国交正常化の最大の功績者は周恩来であるが、これらの首脳対話の場面においても周恩来はあくまで毛沢東を中国サイドの主役として立て続けた。尤も、第一次国共内戦中の1932年にゲリラ戦術を巡って批判を浴びた毛沢東に変わって周恩来が前線指揮を執ったことなどから、毛沢東は周恩来のことを信用しておらず、文化大革命初期には自己批判を強いた[37]。林彪事件後は周恩来が謀反を企んでいると思い込んでいた毛沢東は、死去の報を聞くと祝いの花火を打ち上げ上機嫌であった。
- 1939年に落馬事故に遭って以来、右腕が不自由になり、以後物を書くときは不自然な体勢になった。
- 建国後北京の有名な料理店で店員間で起こった揉め事の仲介人をかって出ている。双方の言い分を聞いてから「どっちも悪いことがわかった」と言った。なぜかと尋ねる店員たちに対して「お前さんたち、お客さんに料理を出してあげていないじゃないか」と答えたという。
- 1964年2月27日、セイロン訪問時に、周恩来を乗せた車が踏切を渡ろうとした時に停止信号を無視して突っ込んできた急行列車とあわや衝突しそうになった事がある。この時に周恩来の乗った車の一台前の車は列車と接触事故を起こした。そして周恩来を乗せた車は急ブレーキをかけて踏切の数メートル手前で停止し、その目の前を猛スピードで急行列車が通過して事なきを得た。セイロンはすぐに周恩来へ深く謝罪すると共に鉄道省の責任者を更迭した。

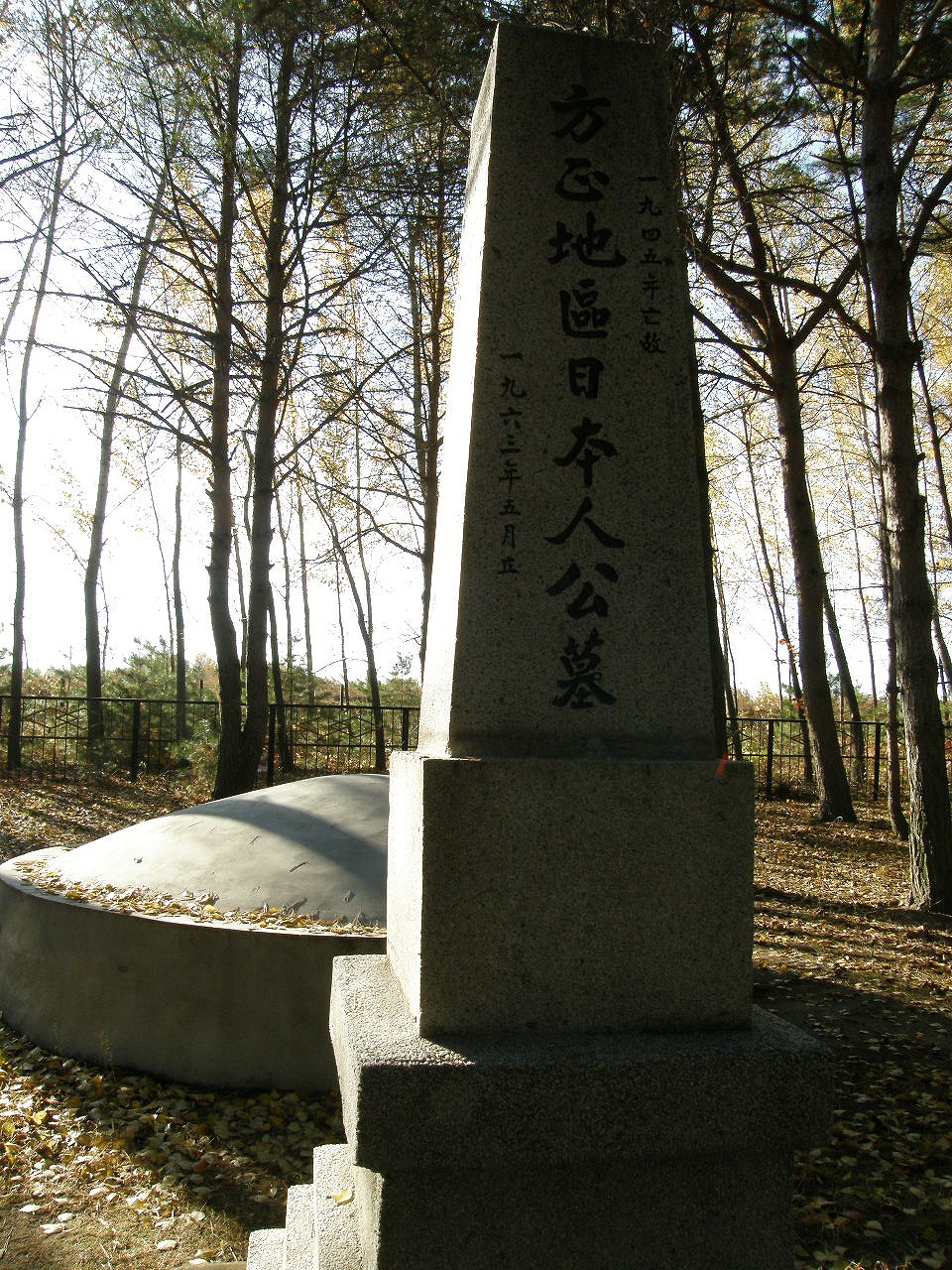
方正地区日本人公墓

- 方正地区日本人公墓黒竜江省方正県には、ソ連軍の満洲進駐、日本の敗戦によって、満洲の奥地から多くの開拓民が避難してきて、ここで数千人もの人が虐殺された。当時総理だった総理周恩来の指示によって、これらの犠牲者を弔うために中国方正県政府に指示し「方正地区日本人公墓」を作らせた。そして、文化大革命の時にこの「日本人公墓」も破壊されそうになったが、周恩来の「彼らも日本軍国主義の犠牲者であり、破壊してはならぬ」との指示と、地元住民の努力で破壊されずに済んだ。
- 1972年の国交正常化で田中使節団を迎える時、周恩来は新潟出身の田中首相、香川出身の大平外相、鹿児島出身の二階堂官房長官のために、軍楽隊に新潟の佐渡おけさ、香川の金比羅船々、鹿児島のおはら節を演奏させた。
- 田中角栄総理が北京を訪問する前、周恩来総理が田中総理についていろいろと調べるように部下に指示した時「田中角栄首相にはいろいろ女性問題がある」と週刊誌を集めて報告した部下がいた。周恩来は「中国と日本が歴史的な和解をしようとしているんだ。そういう話は何の関係もない」と叱りつけたという。
- 日中国交正常化のため尽力していた日中覚書貿易事務所代表で当時日中唯一の窓口となっていた岡崎嘉平太と初めて会った時に周はこう言ったという。「日清戦争以来、日本は我が国を侵略し、人民を傷つけ苦しめてきました。我々にはその深い恨みがあるのです、恨みがあるといえども、中国と日本には2000年にわたる『友好の歴史』があります。戦争による不幸な歴史は、わずか数十年に過ぎないのです。我々は恨みを忘れようと努力しています。これからは中日が力を合わせて、アジアを良くしていこうではありませんか」岡崎は周恩来の印象をこう語っている。「周総理と会っていると、偉い人と会って話しているような感じがしないんです。まったく、何十年来の友人と話しているような、そんな感じを醸す人でしたね」ある時、周恩来は岡崎に「歳」を尋ねた。すると、岡崎は自分よりも一つ年上だった。周恩来「じゃあ、あなたが兄だ」。二人は兄弟と呼び合うほどに、信頼し合うようになっていったという。
- 民間レベルでの日中貿易協定を結ばせた岡崎嘉平太の行動は日本国民や右翼団体の反発を招いた。息子の岡崎彬は父親について中国へ行き初めて周恩来と会った。その時、周恩来は静かに話しかけてきたという。「君のお父さんはね、たぶん自分のことを言わない。でも、私たち中国人は友のために生死をかけるような人を、本当に信頼するんだよ」「中国にいる私は、すごく安全だ。誰も私を殺そうとなどしない。でも、君のお父さんが日本に帰ると、ちょっと危ないんじゃないかな。それでも君のお父さんは、中日のために命を賭けてきたんだ。だから、私たちは信用しているんだよ」
- 日中国交正常化の際には田中角栄総理が北京を訪問する2日前、周恩来は岡崎嘉平太をもてなすために、食事会を開いた。「中国には『水を飲むときには、その井戸を掘ってくれた人を忘れない』という言葉があります」「まもなく田中総理は中国に来られ、国交は正常化します。しかしその井戸を掘ったのは岡崎さん、あなたです」と言ったという。
- 日本の政治家の誰よりも多くの日本映画を観ていたといわれ[38]、『沖縄決戦』『軍閥』『戦争と人間』なども某ルートから取り寄せて観て、全部批判している[38]。
- 犬肉料理をこよなく愛したとされる。一方で、周はもともと犬食を嫌っており（「戦争中、犬食好きな仲間によって周辺から集められた仔犬を使って出された犬肉料理に、周は怒って手を付けなかった」）、のちに金日成やホー・チ・ミンを人民大会堂へ招き宴会を行った際、給仕された料理に犬肉が使われていると知らず「大変良い味（很好，很好，味道不錯呀！）」と答えたことの言質をとられてこの逸話が広まったとの意見[39]がある。
- 1962年末か1963年春頃、朝鮮民主主義人民共和国（北朝鮮）の最高人民会議常任委員会の崔庸健委員長は、周恩来にたびたび中国東北部の考古調査や発掘を進行するよう要求した。韓東育（東北師範大学副学長）は、その時の周恩来と崔庸健のやり取りを紹介している[40]。崔庸健の主張の大意は、以下のようである。国際上の帝国主義修正主義や反動派は我国を封鎖して孤立させ、我々を小民族、小国家、自己の歴史や文化を持たず、国際的な地位を有しないと中傷した。我々は中国東北地方の考古学を進行させ、自己の歴史を明確にし、古朝鮮の発祥地を探すことを要求する。周総理は一面では同意を示し、他面では婉曲的に古朝鮮が我国の東北地方に起源を持つという観点に対して反対した。周総理が言うには、「我々は、古朝鮮の起源が我国の東北地方とは決まっておらず、我国の福建省を起源とする可能性がある。朝鮮の同志は、水稲を植え、米を食し、またみんな下駄を履いており、飲食や生活習慣が福建と同じである。また、朝鮮語の一、二、三、四、五、六、七、八、九、十の発音と我国福建の一、二、三、四、五、六、七、八、九、十の発音は同じであり、福建の古代住民が朝鮮半島に渡来した可能性がある」というものであった。

## 雨中嵐山

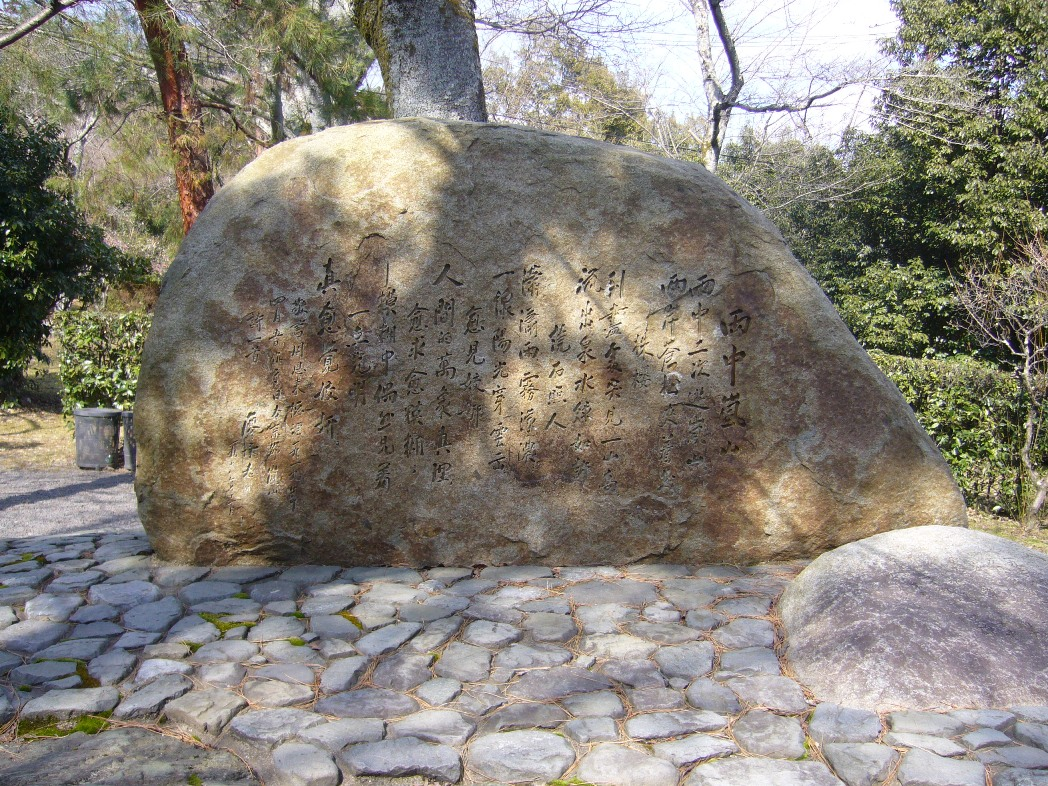
嵐山公園にある雨中嵐山の詩碑

周恩来が、日本留学時に京都の嵐山で失意のうちに作った「雨中嵐山」の詩を刻んだ石碑が、嵐山（亀山公園）内にあり、現在では日中友好のシンボル、中国人観光客の観光スポットとなっており、中国要人が関西を訪問した際も大抵ここを訪問する。碑文は廖承志中日友好協会会長が、日中友好条約締結時の1978年に揮毫したものによる。

## 著書

### 邦訳
- 『周恩来語録』秋元書房、1972年3月10日。NDLJP:11926249。
- 『周恩来日本を語る』米谷健一郎 編、実業之日本社、1972年7月。NDLJP:12227199。
- 『周恩来・中国の内外政策』 森下修一編訳、中国経済新聞社, 1973
- 『周恩来選集』 森下修一編訳、中国経済新聞社, 1978
- 『周恩来 十九歳の東京日記―1918.1.1～12.23』 矢吹晋編、鈴木博訳、小学館文庫, 1999／改訂新版・デコ, 2022.9。ISBN 978-4906905218